# 以赛亚书第53章
《以赛亚书》第53章是《希伯来圣经·以赛亚先知书》中的一章，四首受苦的仆人诗歌中的最后一首，讲述了忧患之子的故事，成为中世纪和后来的基督教艺术的常见主题。

## 基督教观点
这一章被许多基督徒解释为耶稣来临的预言，写于他出生以前500多年。
许多基督徒认为整章，特别是关于受难的一段，以及赎罪是预言耶稣的死
8因受欺压和审判祂被夺去；至于祂那世代的人，谁想
祂从活人之地被剪除
是因我百姓的过犯，受他们所当受的鞭打？

## 犹太教观点
基督教的解释被犹太教神学家所拒绝，他们中许多人断定“仆人”是指以色列国。